# Генуезька школа

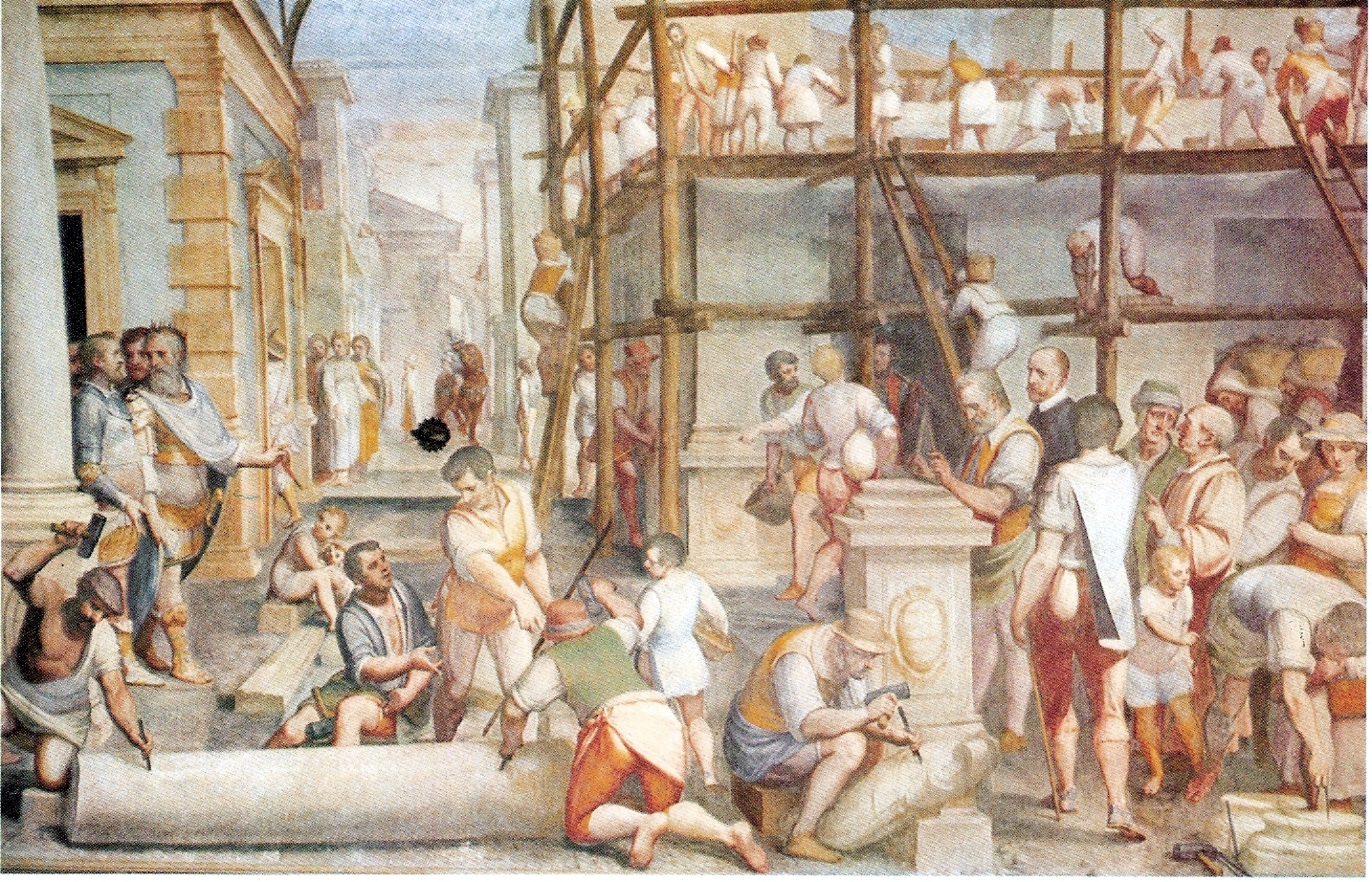
Стінопис Камб'язо «Нова Вулиця», палаццо Леркарі-Пароді

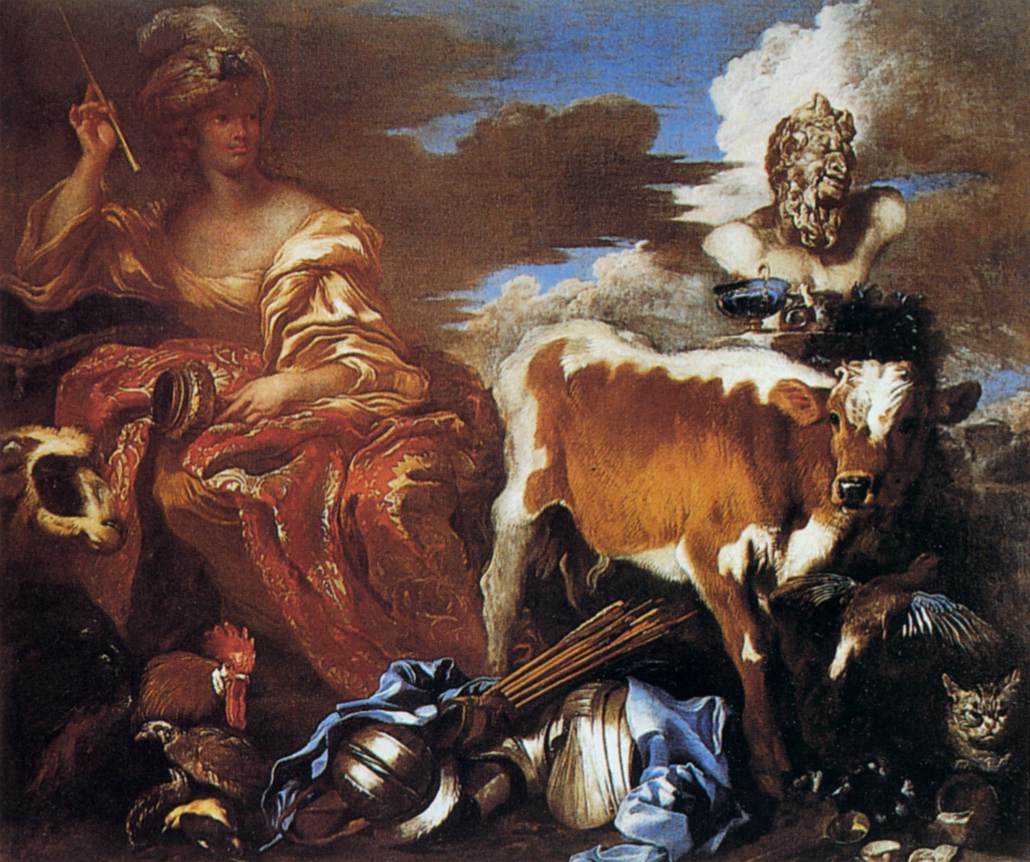
Дж. Б.Кастільйоне. Чарівниця Цирцея. Уффіці, Флоренція.

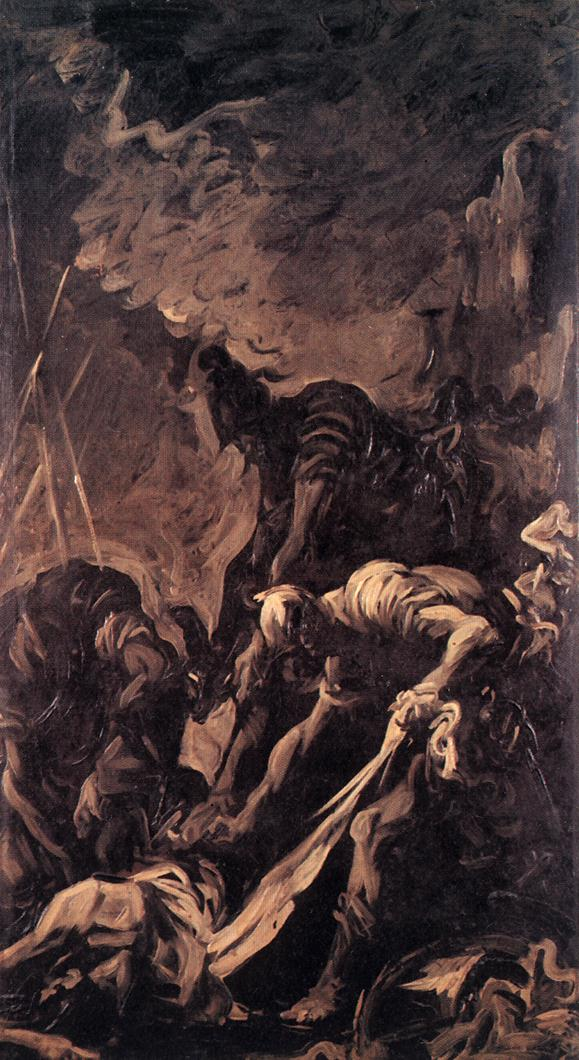
Швидке поховання убитого вояка. Павія. Музей Цивіко

Генуезька школа — пізно сформована живописна школа Італії, що має своїх відомих художників.
Місто Генуя — багата олігархічна республіка, де при владі були могутні банкіри. В добу відродження тут не склалося значного мистецького центру, як то було у Флоренції, Феррарі, Римі, Ріміні, Венеції.
Пожвавлення художнього життя та розквіт художньої генуезької школи пов'язують з адміністративною діяльністю адмірала Андреа Доріа. Він прибув у Геную у 1528 р., де ініціював містобудівні та адміністративні роботи. Розпочато створення нових церков, палаців, будівель громадського призначення. Все це потребувало наявності архітекторів, художників, скульпторів, інженерів. Для художнього оздоблення палацу резиденції самого Доріа запросили художника з Риму — Періно дель Вага, послідовника художньої манери Рафаеля Санті. Місто прикрасила нова центральна вулиця — Страда Нуова. Саме там і виникли нові палаци та будівлі, прикрашені мармуром, картинами та фресками. В другій половині 16 ст. перше місце в мистецтві міста перейшло до талановитого Луки Камб'язо.
Досить рано митці Генуї познайомилися зі знахідками Караваджо та мистецтвом його послідовників (караваджизм). Це збіглося з усвідомленням величі власної республіки, з бажанням надати їй блиску і пишноти, що не поступалися б іншим мистецьким центрам Італії.

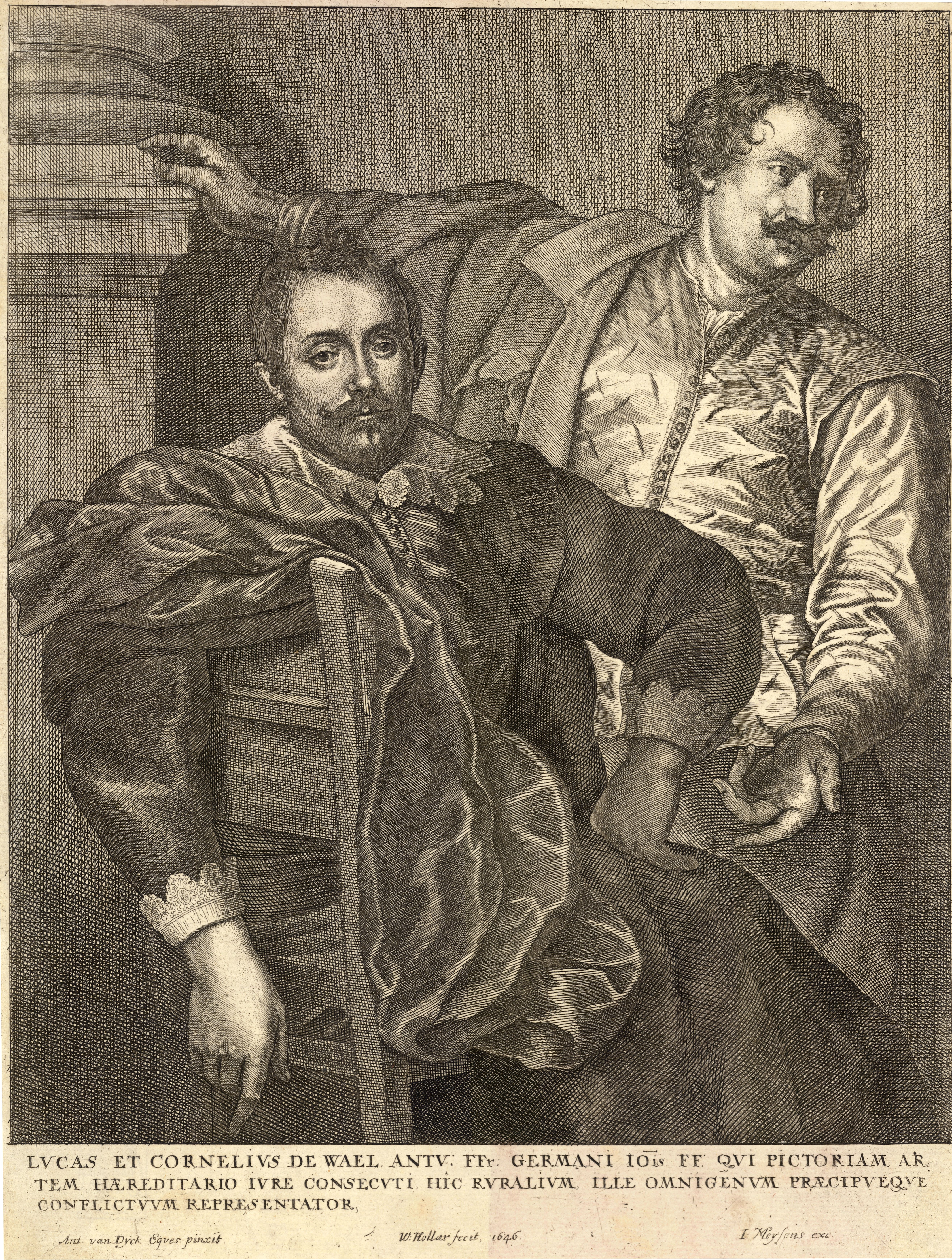
Гравер Венцеслав Холлар. Брати Лукас та Корнеліс де Валь.

Особливістю генуезької школи в 17 ст. стала присутність іноземних майстрів, що працювали в місті роками. Тут була невелика колонія майстрів з Фландрії, бо у генуезців склалися найбільш близькі торговельні, ділові та художні зв'язки саме з Фландрією. А художники брати з Фландрії Лукас та Корнеліс де Валь створили в Генуї навіть власну майстерню. Геную часто відвідував Пітер Пауль Рубенс в роки свого перебування в Мантуї (1600—1608 роки). Трохи пізніше тут працював відомий європейський портретист — Антоніс ван Дейк. Помічником ван Дейка в Генуї добровільно виступав Корнеліс де Валь. Але найбільший вплив на портретний живопис в Генуї мав саме ван Дейк, а по передчасній смерті майстра його старанними послідовниками виступили генуєзьці Джованні Бернардо Карбоне та Джио Енріке Ваймер, що мав німецьке походження. Це стало покажчиком значного мистецького рівня, котрого досягли місцеві майстри, відкриті до застосування будь-яких новітніх досягненнь з будь-якої художньої школи, якщо вони користі для живопису і підсилюють його виразність.
Першим місцевим майстром, що дав значущі зразки, притаманні саме місцевій художній школі, став Бернардо Строцці (1581—1644), хоча він працював не тільки в Генуї. Сам священик, особа авантюрна і активна, він працював як в галузі релігійного живопису, так і побутового жанру. Частка його біблійних композицій відрізняється натуралізмом і пишнотою деталей, споріднених з фламандською манерою чутливості, декоративності, стихії життєвих сил природи і людини. Менше він звертався до створення портретів та алегорій, притаманних мистецтву бароко. Філософські аспекти побуту, існування людини в цьому світі приваблювали художників генуезької школи значно менше (Б.Строцці «Стара кокетка», Москва).
Навпаки, філософські аспекти побуту, напружені пошуки змісту існування та його мети, страшні втрати на шляху цих пошуків стануть головною темою картин Алессандро Маньяско (1667—1749). Герої його полотен — носії містичних настроїв католицизму, зневіри і суму, розчарування і навіть абсурду. А його художня манера, швидка, рішуча, емоційно напружена, буде попередницею знахідок європейських майстрів 19-20 ст. (представники експресіонізму, фовізму). Як мажор і мінор в музиці, відрізнялись художні манери Джованні Бенедетто Кастільйоне (1609—1664) та його учня Маньяско. На відміну від Маньяско, художника трагічного, манера Кастільйоне спрямована на радісні сторінки життя, на насолоди, на красу природи і людини в ній. Сильною стороною обдарування Кастільйоне стане колористичний дар, що перевищував колористичні характеристики багатьох генуезьких майстрів.
В 18 ст. Генуя як художній центр поступається своїм значенням Риму та Венеції.

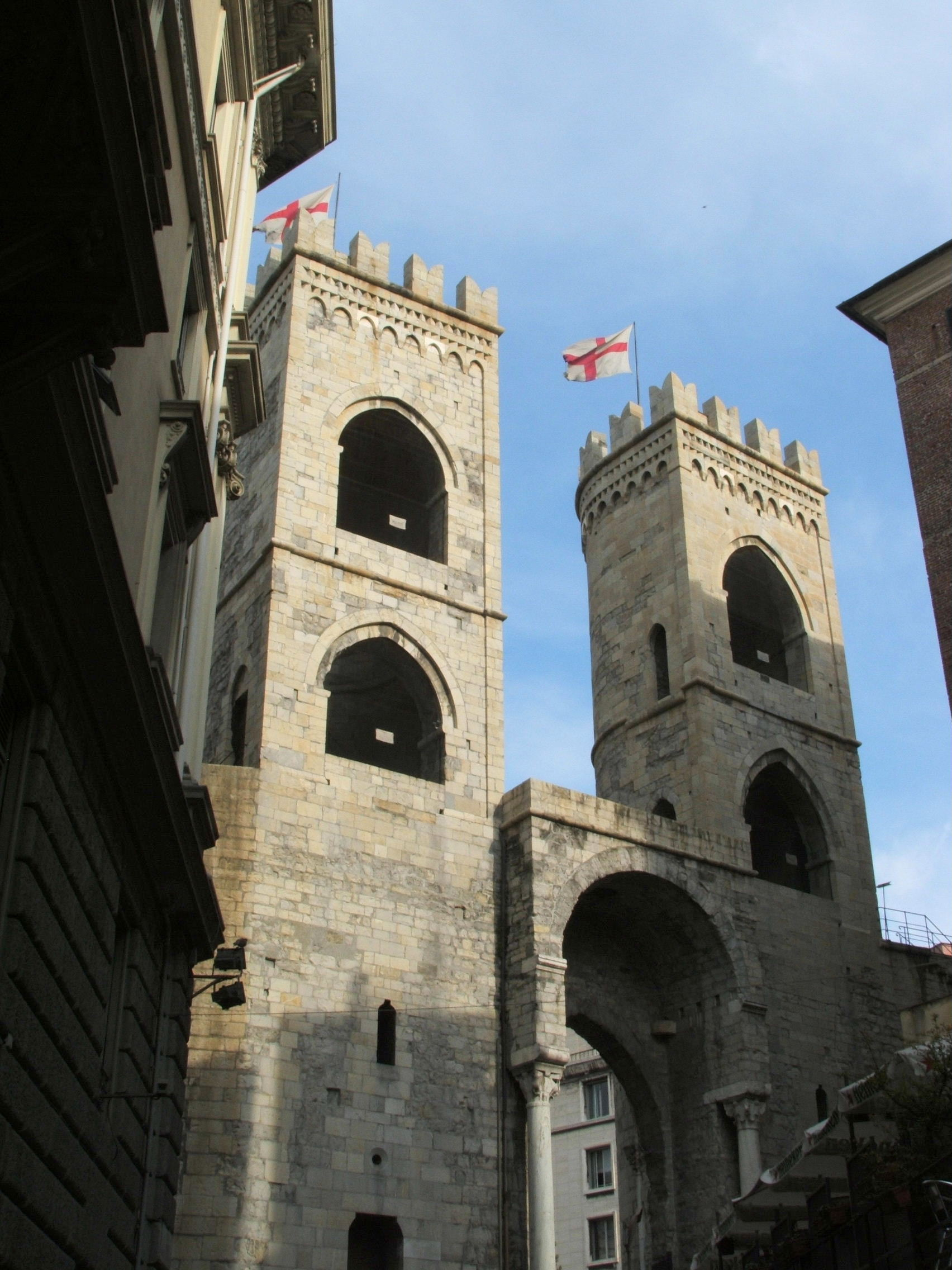
Середньовічна брама Генуї.Порта Сопрана.
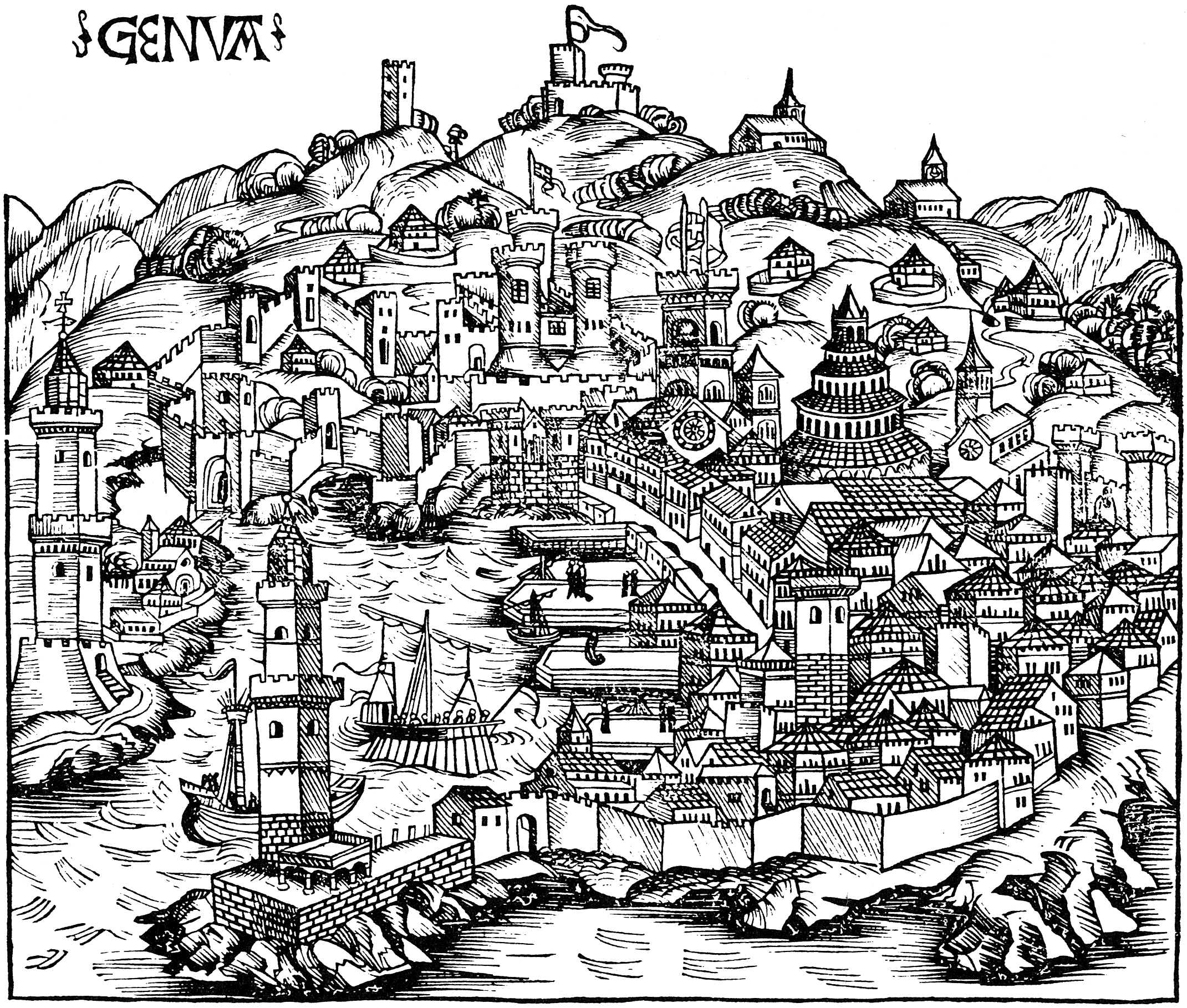
Стародавня мапа Генуї.1493 рік.
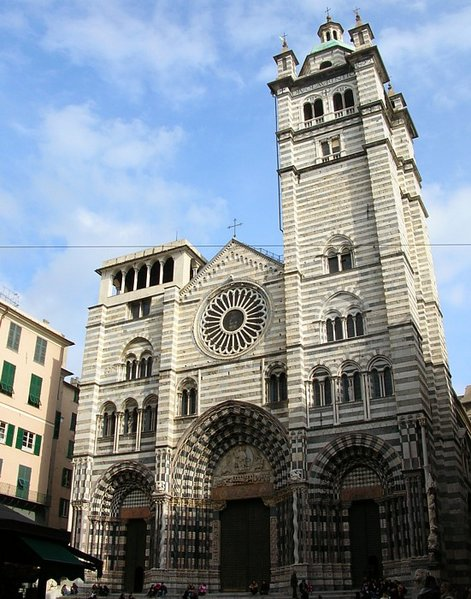
Кафедральний собор в Генуї.
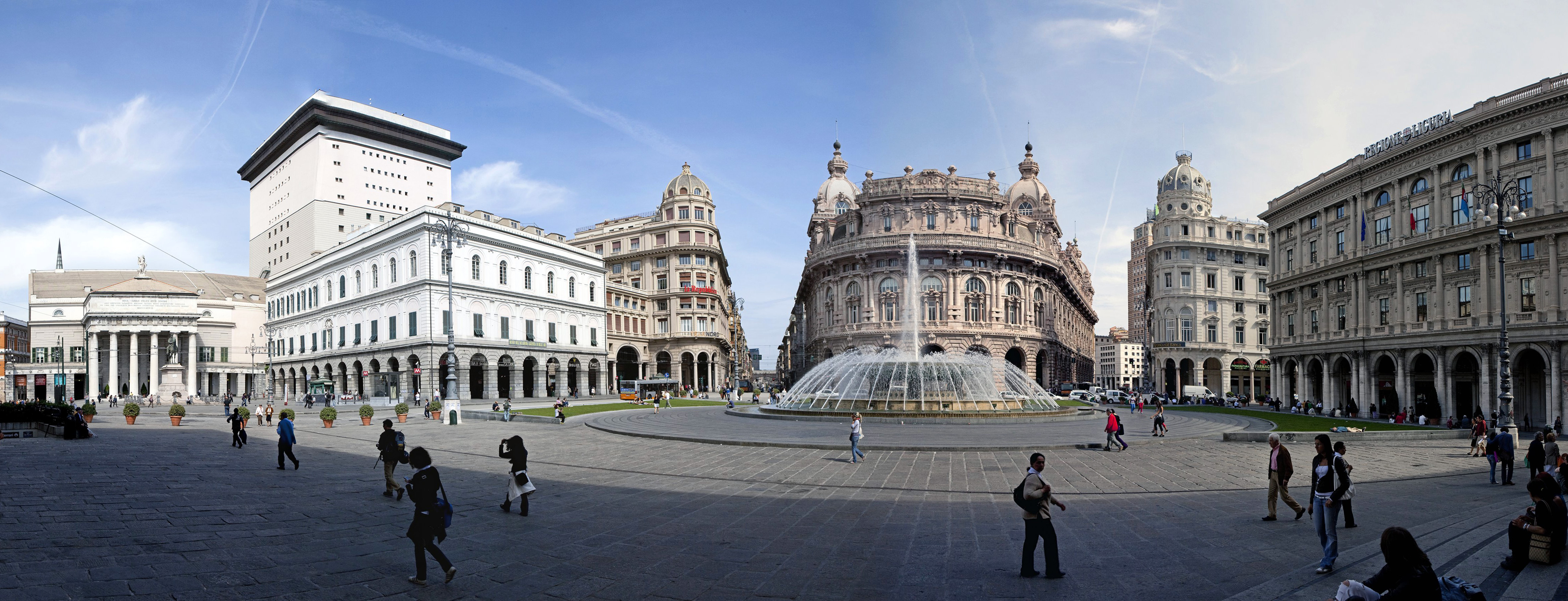
Генуя, п'яцца Феррарі.

## Головні представники

### Художники
- Лука Камб'язо (1527—1585)
- Ладзаро Тавароне (1556—1641)

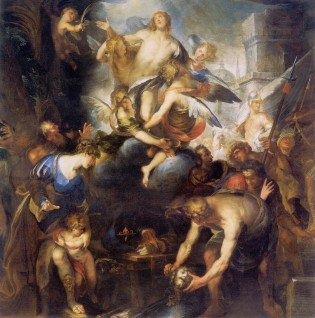
Худ. Доменіко Піола. Мучеництво та узяття на небо Св. Джакомо. Ораторіо ді Сан Джакомо делла Маріна, Генуя.

- Лучано Борцоне (1590—1645), релігійний живопис
- Бернардо Кастелло (1557—1629), пізній маньєризм
- Ауреліо Ломі (1556—1622), релігійний живопис
- Сінібальдо Скорца (1589—1631), майстер натюрмортів
- Лаццаро Тавароне (1556—1641), релігійний живопис
- Бернардо Строцці (1581—1644), портретист, релігійний живопис
- Алессандро Маньяско (1667—1749)
- Джоакіно Ассерето (1600—1649), релігійний живопис
- Джованні Бернардо Карбоне (1614—1638), бароковий портретист, послідовник Антоніса ван Дейка
- Джио Енріко Ваймер (1665—1738), релігійний живопис, бароковий портретист, послідовник Антоніса ван Дейка
- Луїджі Мірадорі (Дженовезіно 1605—1656), релігійний живопис
- Джованні Баттіста Мерано (1632—1698), релігійний живопис
- Маестро Монтічеллі д'Онджина (активний у 1630—1656 рр.), караваджист, релігійний живопис
- Джованні Андреа де Феррарі (1598—1669), релігійний живопис
- Лука Сальтарелло (1608—1640), релігійний живопис
- Джованні Баттіста Ланджетті (1625—1676), релігійний живопис, історичний живопис, зображення філософів
- Валеріо Кастелло (1624—1659), релігійний живопис
- Джованні Бенедетто Кастільйоне (1609—1664)
- Доменіко Піола (1627—1703)
- Джованні Баттіста Гауллі (1639—1709)
- Пєтро Паоло Раджі (1626—1711), релігійний живопис
- Дженовезе Пейрано (кінець 17 — початок 18 ст.), творець натюрмортів.
- Доменіко Фйязелла (1589—1669)
- Сінібальдо Скорца (1589—1631), анімалістичний жанр, натюрморти
- Джованні Агостіно Кассана (1658—1720), портретист, майстер натюрмортів
- Ніколо Кассана (1659—1713)
- Карло Антоніо Тавелла (1668—1738), майстер пейзажів
- Пейрано Дженовезе (злам17-18 ст.), майстер натюрмортів
- Джованні делла Піане (Мілінаретто, 1660—1745), провінційний портретист

### Генуєзькі скульптори

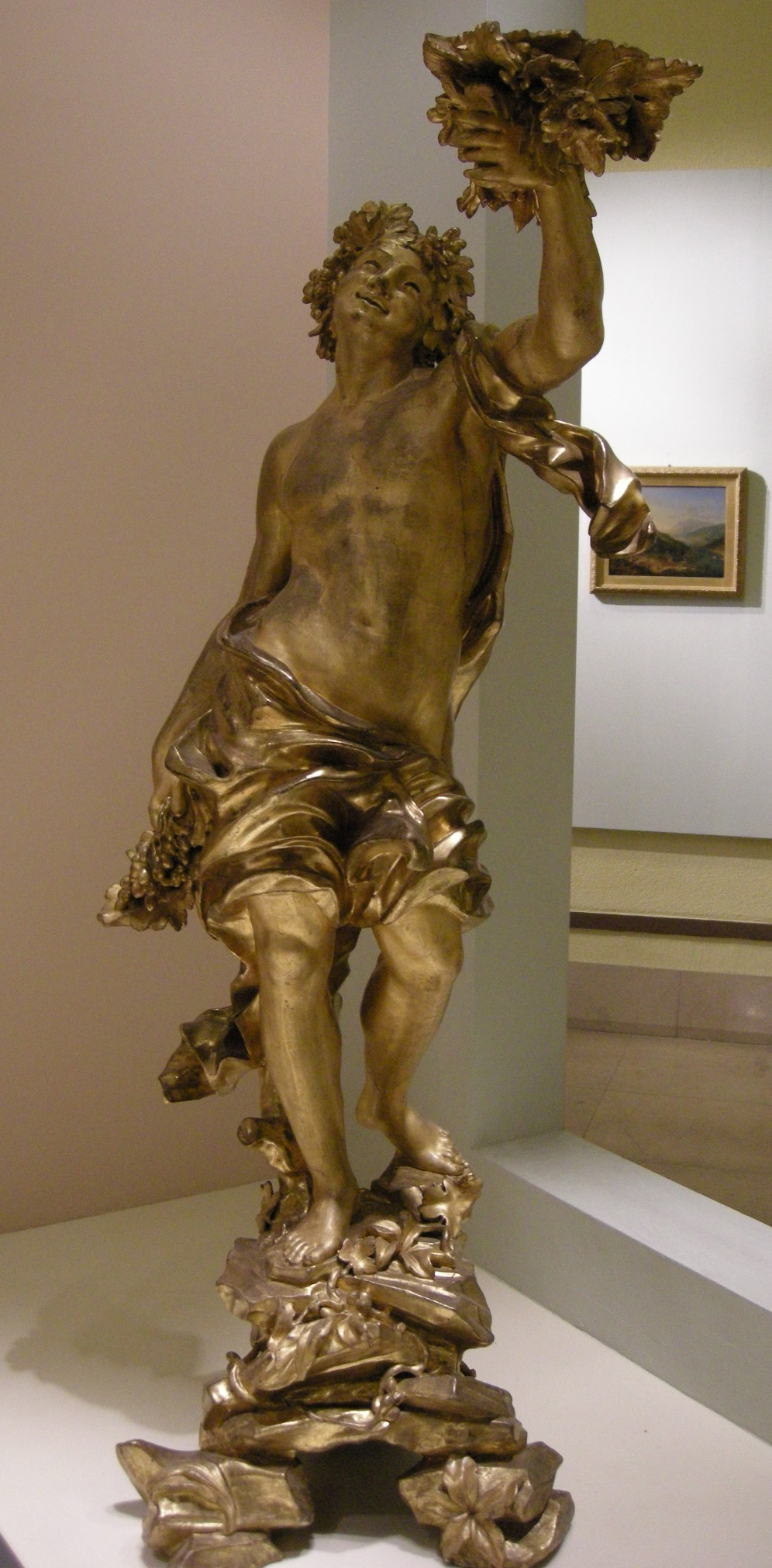
Філіппо Пароді. Янгол як канделябр-свічник

- П'єр Поль Пюже (1620—1694), працював в Римі, в Генуї і у Франції в Марселі
- Філіппо Пароді (1630—1702)
- Фанческо Марія Скьяффіно 1689—1765)
- Джакомо Антоніо Понсонеллі (1654—1735)
- Паскуале Боччардо (1719—1790)

### Генуєзькі архітектори
- Галеаццо Алессі (1512—1575), базиліка Санта Марія ассунта ді Каріньяно. Генуя
- Бернардо Спацці (початок 16 ст. — 1564)
- Пьєтро Антоніо Корраді (1613—1683), проект палацу Джио Карло Бриньйоле, Генуя
- Бартоломео Бьянко (1590—1657), комплекс церкви Іль Джезу. Генуя
- Карло Барабіно (1768—1835)
- Баттіста Кантоне (), палаццо Джио Баттіста Чентуріоне. Генуя
- Філіппо Кантоне ()

## Галерея

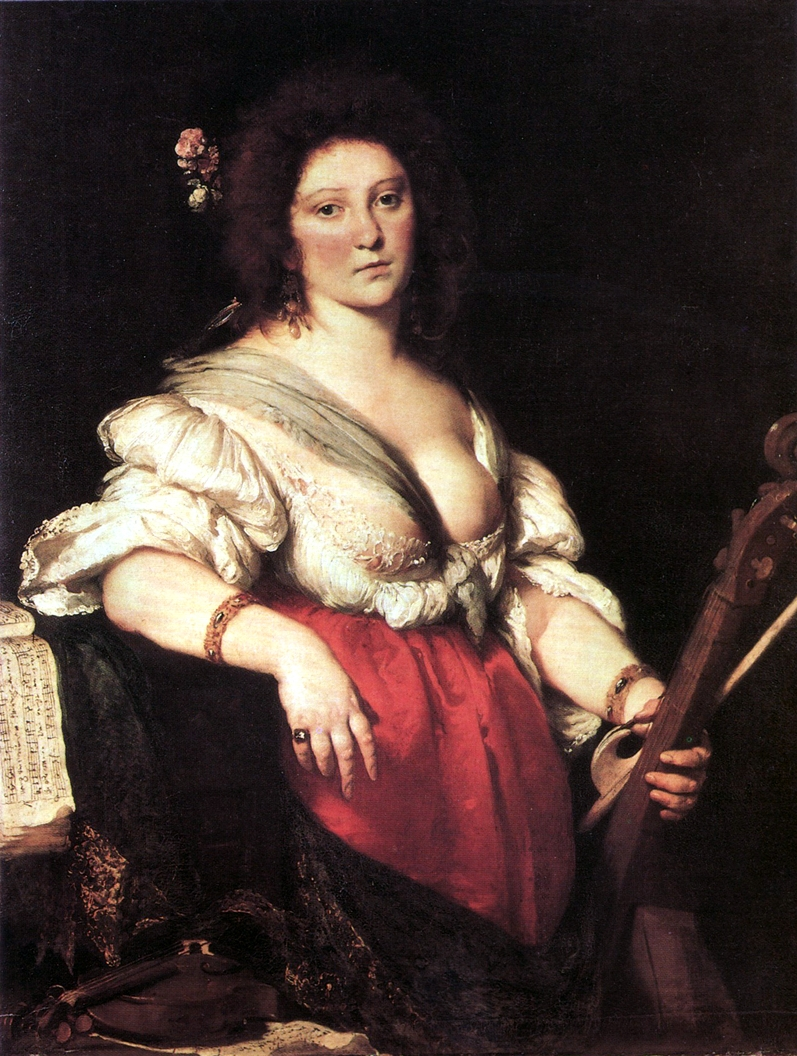
Бернардо Строцці. Жінка музикантша. Галерея старих майстрів, Дрезден.Німеччина.
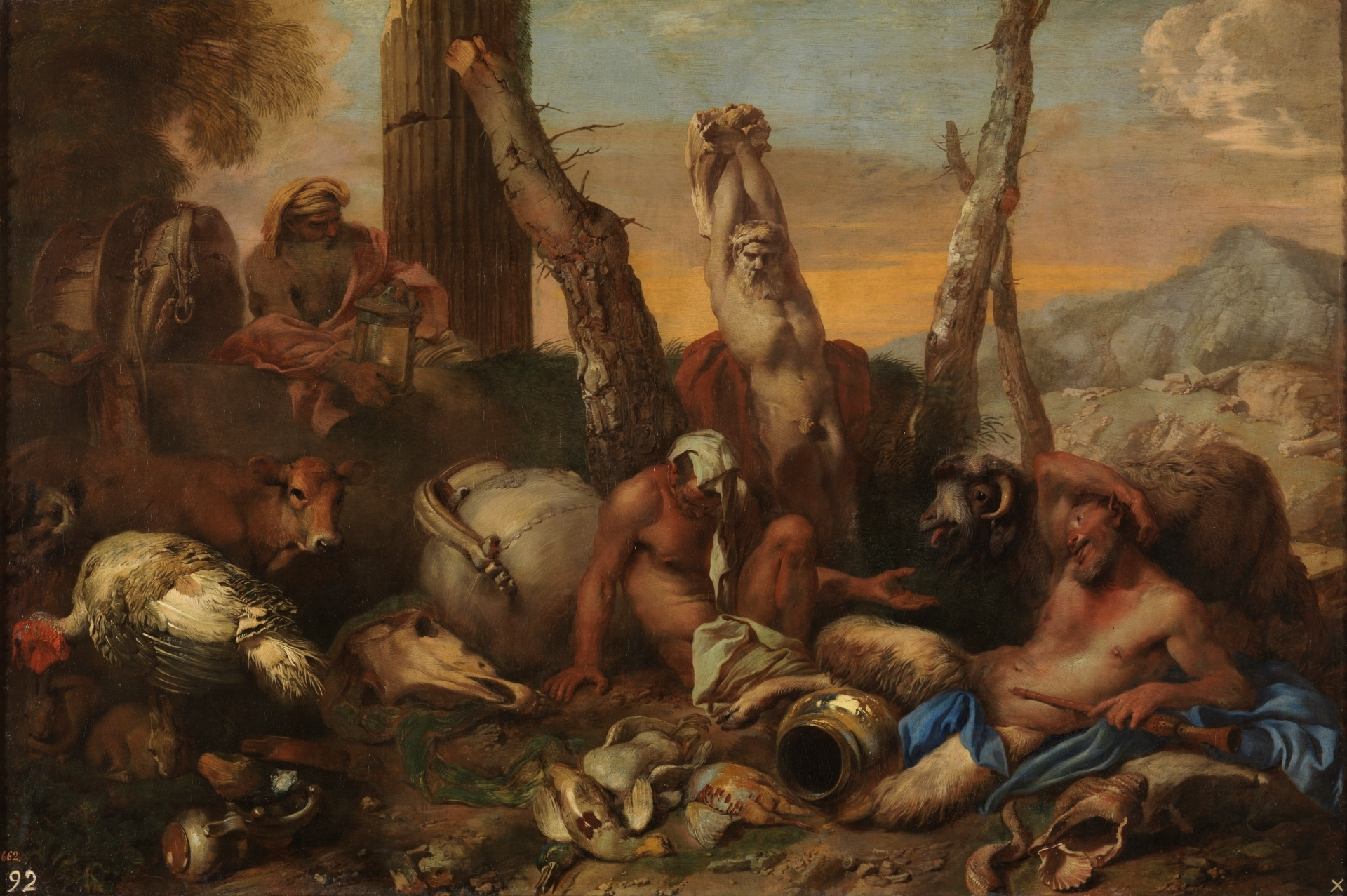
Худ. Кастільйоне. Філософ Діоген шукає справжню людину. Прадо, Мадрид.
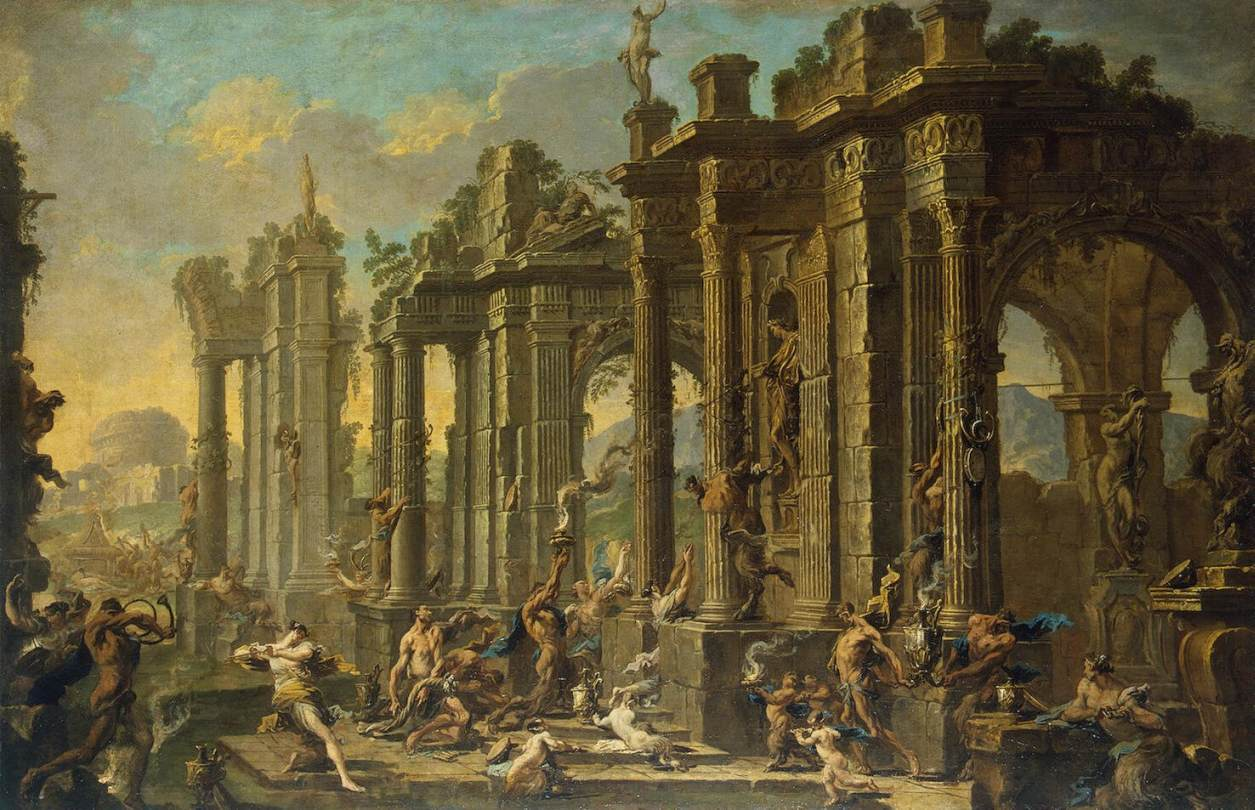
Алессандро Маньяско. «Вакханалія», Ермітаж, Петербург.
Валеріо Кастелло. «Ходіння Христа по воді»Валеріо Кастелло. «Ходіння Христа по воді»
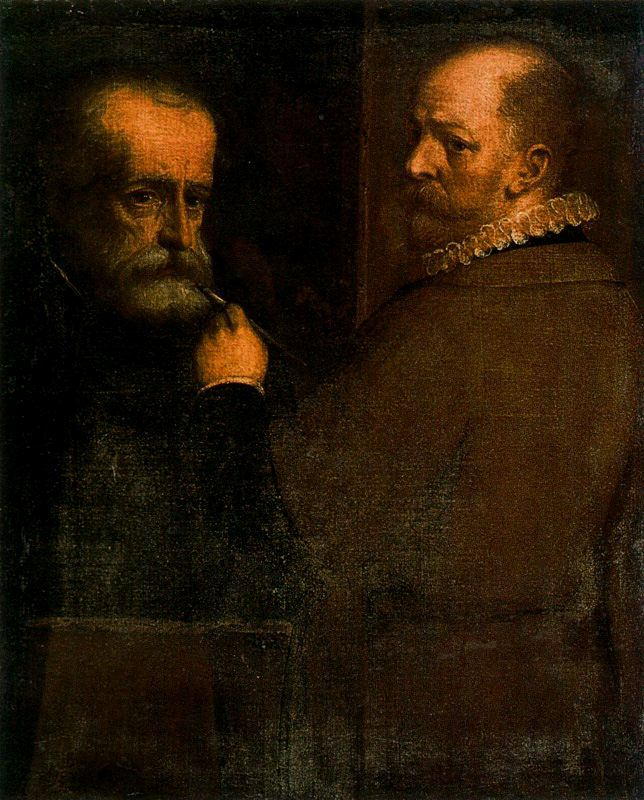
Лука Камб'язо. Автопортрет за створенням портрету Васарьяно. Уффіці, Флоренція.
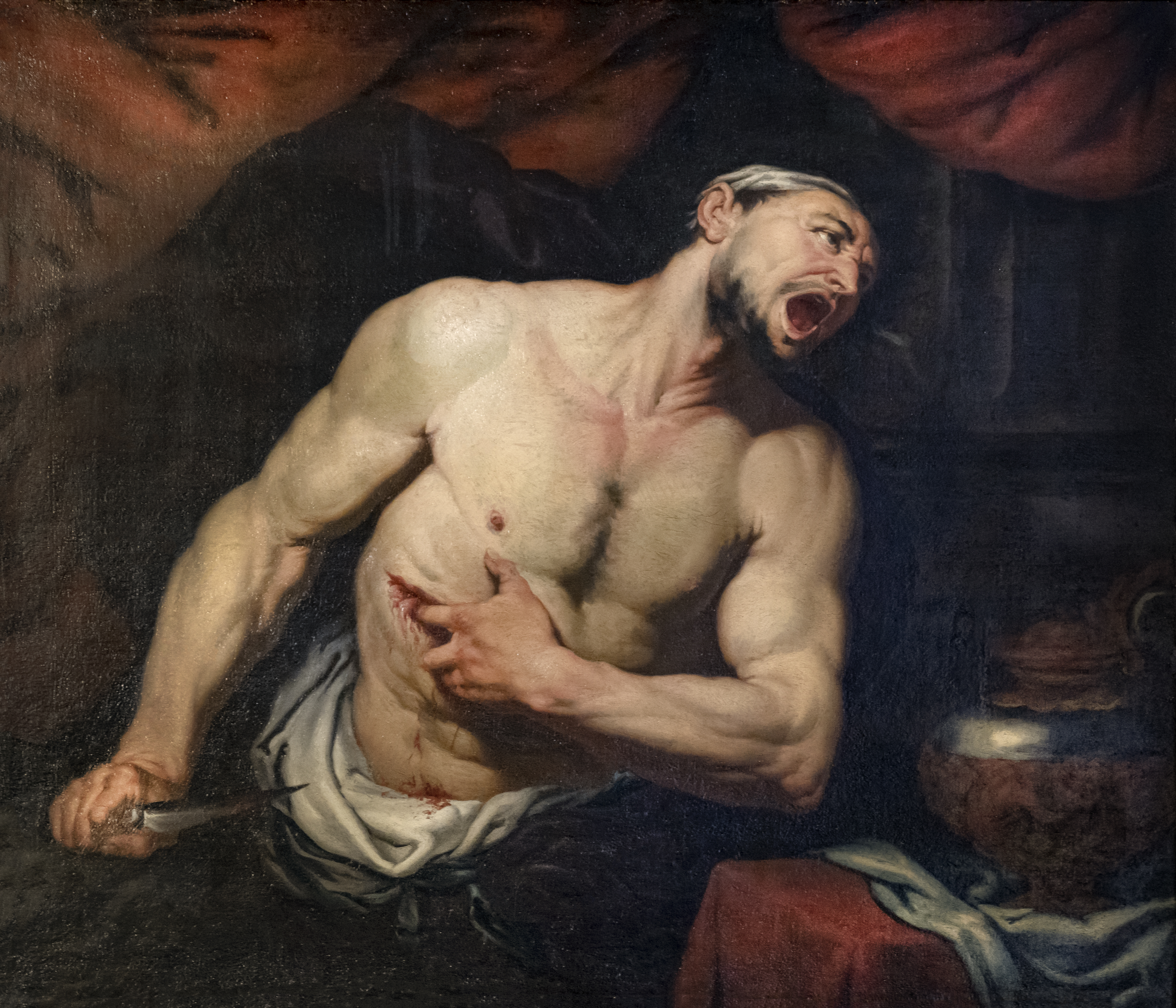
Худ. Дж. Б. Ланджетті, Самогубство Катона
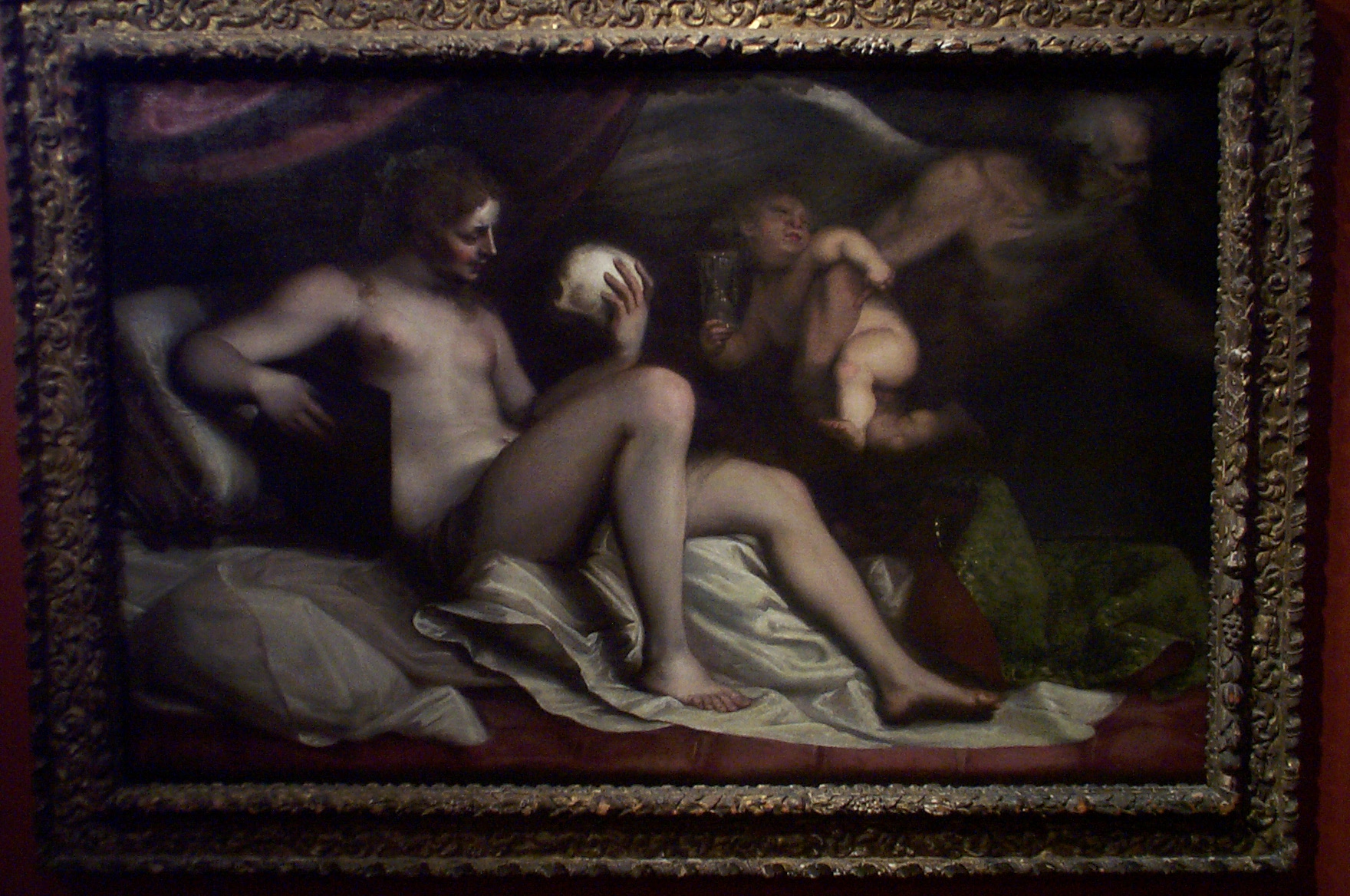
Лука Камб'язо. Аллегорія любові профанів. Нью Орлеан.США.
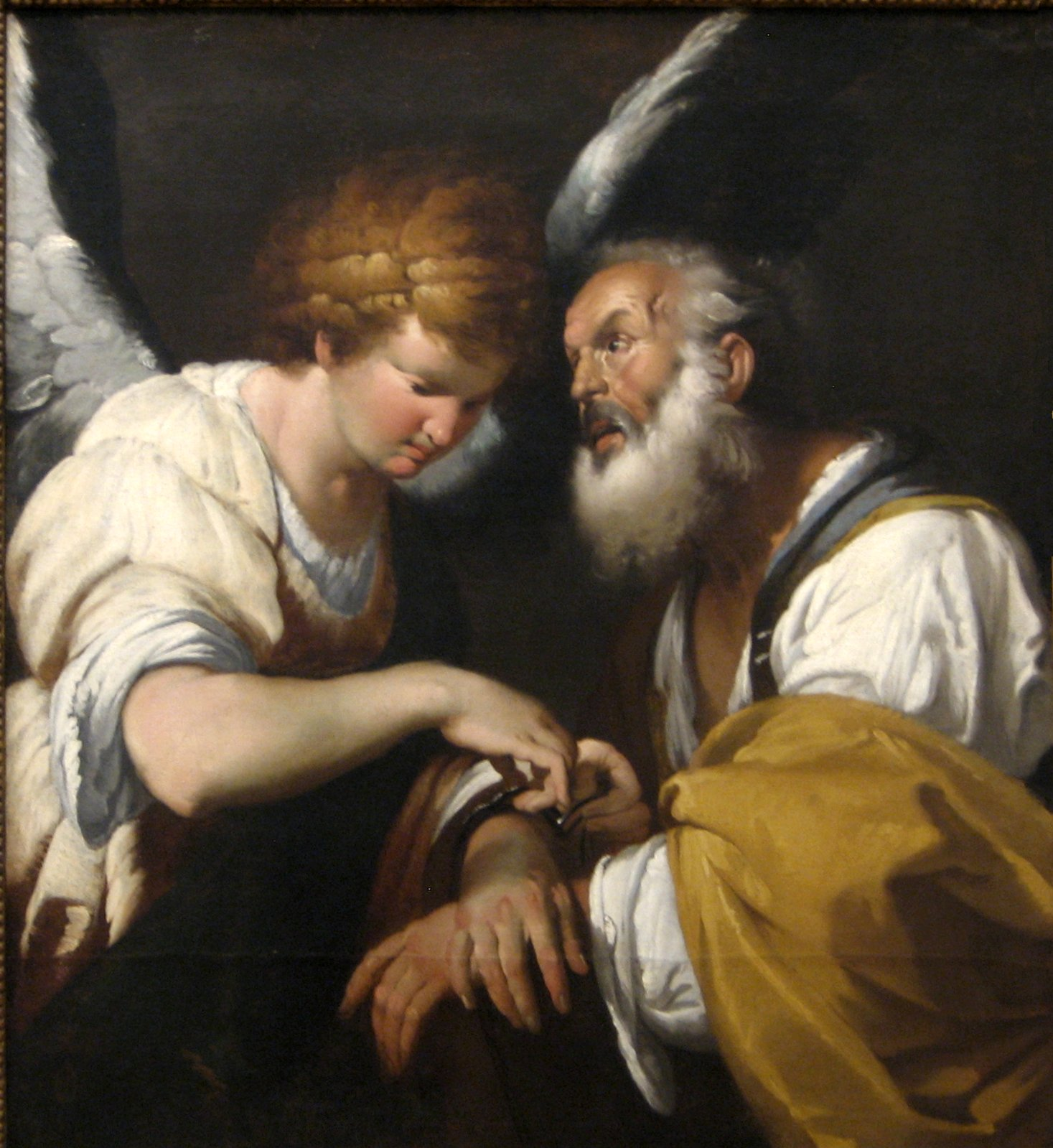
Бернардо Строцці. Вивільнення Апостола Петра з в'язниці. Австралія, Художня галерея Нового Південного Уельсу.